# ريان ياربروف
ريان ياربروف (بالإنجليزية: Ryan Yarbrough)‏ هو لاعب محترف لكرة القاعدة ‏ أمريكي، ولد في 31 ديسمبر 1991 في ليكلاند في الولايات المتحدة.

## وصلات خارجية
- ريان ياربروف على موقع دوري كرة القاعدة الرئيسي (الإنجليزية)
- ريان ياربروف على موقعبيزبول رفرنس.كوم (الدوري الرئيسي) (الإنجليزية)
- ريان ياربروف على موقعبيزبول رفرنس.كوم (الدوري الثانوي) (الإنجليزية)
- ريان ياربروف على موقع إي إس بي إن.كوم (أم.أل.بي) (الإنجليزية)
- ريان ياربروف على موقع مشجعي الرسوم البيانية (الإنجليزية)